# Шубин, Семён Петрович
Семён Петро́вич Шу́бин (31 июля 1908, Либава — 28 ноября 1938, Севвостлаг) — советский физик, доктор физико-математических наук.

## Биография
Родился 19 июля (по старому стилю) 1908 года в семье профессионального революционера и журналиста (в ту пору студента Санкт-Петербургского университета) Петра Абрамовича Виленского (1878—1937, расстрелян). В 1923 году поступил на физико-математический факультет Харьковского университета и в том же году перевёлся в Московский университет, по окончании которого в 1927 году остался аспирантом у Л. И. Мандельштама.
Участвовал в оппозиционной демонстрации 7 ноября 1927 года. После этого Шубина исключили из комсомола, а в ноябре 1928 года он был арестован и сослан в Ишим, где занимался переводами научной литературы. Затем ему разрешили жить в Магнитогорске, где он работал корреспондентом местной газеты.
С 1932 года — заведующий отделом теоретической физики Уральского физико-технического института и заведующий кафедрой физики Уральского физико-механического института (Свердловск).
Докторская степень была присуждена ему без защиты диссертации. Согласно отзыву его учителя И. Е. Тамма:
 «Семён Петрович Шубин является несомненно одним из самых выдающихся советских физиков-теоретиков. Обладая высокой одарённостью, ясностью мысли и творческой самостоятельностью, он отличается своим стремлением и умением при рассмотрении любой физической проблемы находить и выявлять лежащие часто глубоко за её поверхностью простые и фундаментальные соотношения. Будучи сравнительно очень молодым человеком, он успел опубликовать целый ряд весьма ценных научных работ по самым разнообразным отделам теоретической физики (теория металлов, квантовая электродинамика, теория колебаний, статистическая механика). В особенности работы его по теории металлов выходят далеко за пределы рассмотрения отдельных специальных проблем и имеют фундаментальное значение для всего этого отдела теоретической физики…
 Необходимо отметить, что за короткое время своего пребывания на должности профессора в г. Свердловске он сумел создать вокруг себя и воспитать целую группу учеников, успешно и плодотворно развивающих его идеи. Укажу, например, на уже напечатанные работы Вонсовского, Смирнова, Сергеева, Черниховского об электропроводности при низких температурах, об оптических константах металлов, по вопросам ферромагнетизма и т. д. Из изложенного, мне кажется, с несомненностью следует, что в лице С. П. Шубина мы имеем дело с выдающимся научным работником и что имеются все основания для присуждения ему степени доктора физики по совокупности работ, без защиты диссертации. 21.XI.1934».
Наибольшее развитие получили работы Шубина по физике твердого тела.
В 1937 году был вновь арестован, 9 апреля 1938 года был осуждён Особым совещанием при НКВД СССР за «контрреволюционную троцкистскую деятельность» к 8 годам лишения свободы. Скончался в Севвостлаге. Реабилитирован в 1956 году. Насколько его талант не успел раскрыться, можно судить по письму И. Е. Тамма вдове С. П. Шубина:

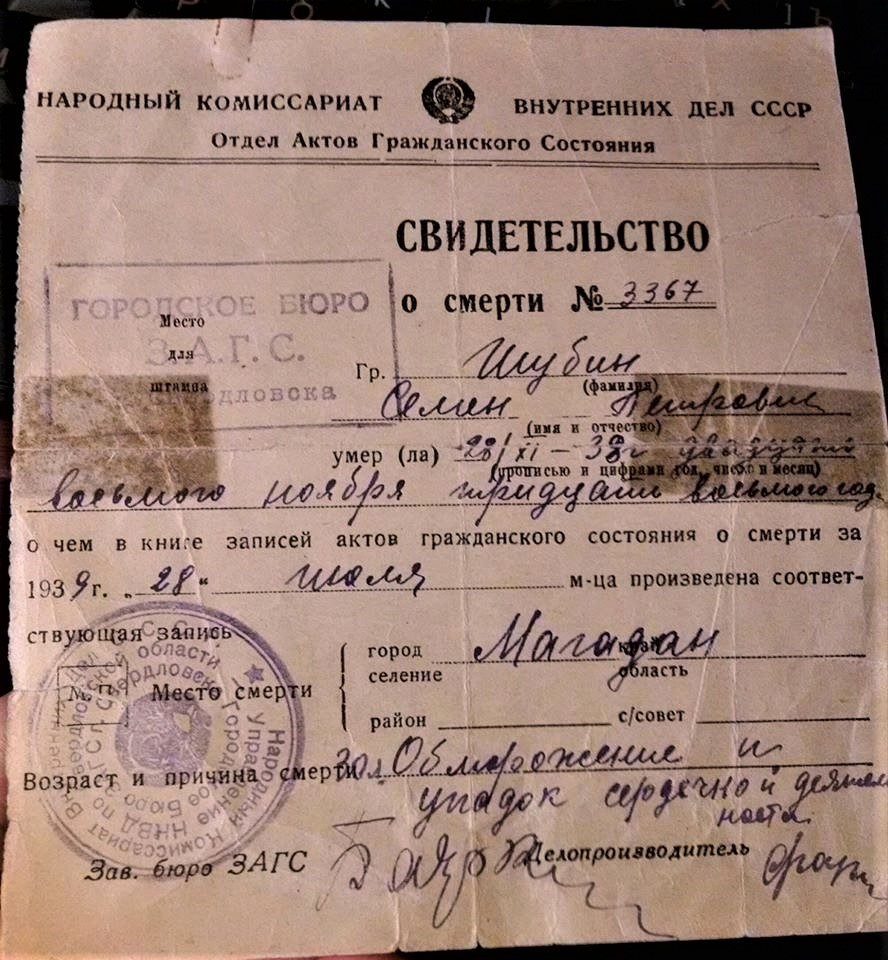
Свидетельство о смерти

У всякого человека, прожившего такую долгую, разнообразную и нелёгкую жизнь, как моя, постепенно создается свой собственный незримый Пантеон. В нём Семён Петрович заполняет совсем особое место. Во-первых, я всегда считал его самым талантливым не только из моих учеников — а я ими избалован, — но из всех наших физиков, по своему возрасту соответствующих моим ученикам. Только в последнее время появился Андрей Сахаров — трудно их сравнивать и потому, что времени много ушло, и потому, что научный склад у них разный, и потому, что Сахаров полностью сосредоточивает все свои духовные силы на физике, а для С. П. физика была только «prima inter pares», — и поэтому можно только сказать, что по порядку величины они сравнимы друг с другом.
Но, помимо всего этого, С. П. был одним из самых близких мне людей по своему душевному складу — хотя мы с ним были очень разные люди, но ни с кем из моих учеников — а я многих из них очень люблю — у меня никогда уже не создавалось такой душевной близости. И поэтому из всех, ушедших примерно одновременно, мне всегда острее всего в памяти двое — мой брат и С. П.
— И. Е. Тамм, октябрь 1953

### Семья
- Отец — Пётр Абрамович Виленский (1878—1937), уроженец Ромен, член РСДРП (меньшевик), публицист; взял литературный псевдоним «Шубин», ставший фамилией[3]; член редколлегии «Известий» (с 1926 года), сотрудник Исполнительного комитета Коммунистического Интернационала (с 1925 года).
- Мать — Хана (Анна) Израилевна Цитрон (1885—1972)[7][8].
- Жена (с 1928 года) — Любовь Абрамовна Шацкина, сестра комсомольского деятеля Лазаря Шацкина[4].
- Братья — Евсей Петрович Шубин (1907—1994), инженер-теплотехник, выпускник МВТУ, учёный в области систем теплоснабжения; Эммануил Петрович Шубин (1914—1990), педагог-методист, автор разговорников и учебных пособий по грамматике английского языка, доктор педагогических наук.

## Память
10 августа 2016 года в Екатеринбурге на фасаде дома 19 по улице Шейнкмана был установлен мемориальный знак «Последний адрес» С. П. Шубина. В 2020 году мемориальный знак был украден (как и ряд табличек «Последнего адреса» в Екатеринбурге), после чего появилось «открытое письмо» ряда сотрудников Российской академии наук с требованием найти и наказать виновных в хищении.